# فليمنيغ ينسن
فليمنيغ ينسن (بالدنماركية: Claus Flemming Frederik Brandt Jensen)‏ هو مجدف دنماركي، ولد في 19 سبتمبر 1914 في كوبنهاغن في الدنمارك، وتوفي بنفس المكان في 30 نوفمبر 1965.

## وصلات خارجية
- فليمنيغ ينسن على موقع الاتحاد الدولي للتجديف (الإنجليزية)
- فليمنيغ ينسن على موقع اللجنة الأولمبية الدولية (الإنجليزية)
- فليمنيغ ينسن على موقع أوليمبيديا (الإنجليزية)